# Chiesa dei Santi Cosma e Damiano (Terni)
La chiesa dei Santi Cosma e Damiano è un edificio religioso di Terni, situato all'interno del parco archeologico dell'antica città romana di Carsulae, di cui risulta essere l'unica testimonianza cristiana.

## Storia
La chiesa, che venne realizzata sfruttando un edificio romano, quasi certamente il macellum, edificato tra il I e il II secolo, fu istituita probabilmente nel VI secolo: in questo periodo venne aggiunto il pronao. Fu dedicata a Cosma e Damiano: la scelta dei due santi medici fu dettata dal fatto che nelle vicinanze della chiesa sorgevano due templi uguali, forse dedicati ai Dioscuri Castore e Polluce, a cui spesso la fede cristiana, nel medioevo, li sostituiva con Cosma e Damiano; è ipotizzabile inoltre che già prima dell'avvento dei romani, la zona fosse sacra agli Umbri per via di una sorgente di acqua medicamentosa.
Nell'XI secolo la chiesa venne ristrutturata, forse a seguito di alcuni terremoti, e ampliata, assumendo il suo aspetto definitivo: fu in questo periodo infatti che la struttura assunse il suo stile romanico e venne aggiunto una seconda navata e l'abside. Nel medioevo fu sede di una comunità benedettina. Lavori di restauro vennero svolti negli anni 2010.

## Descrizione

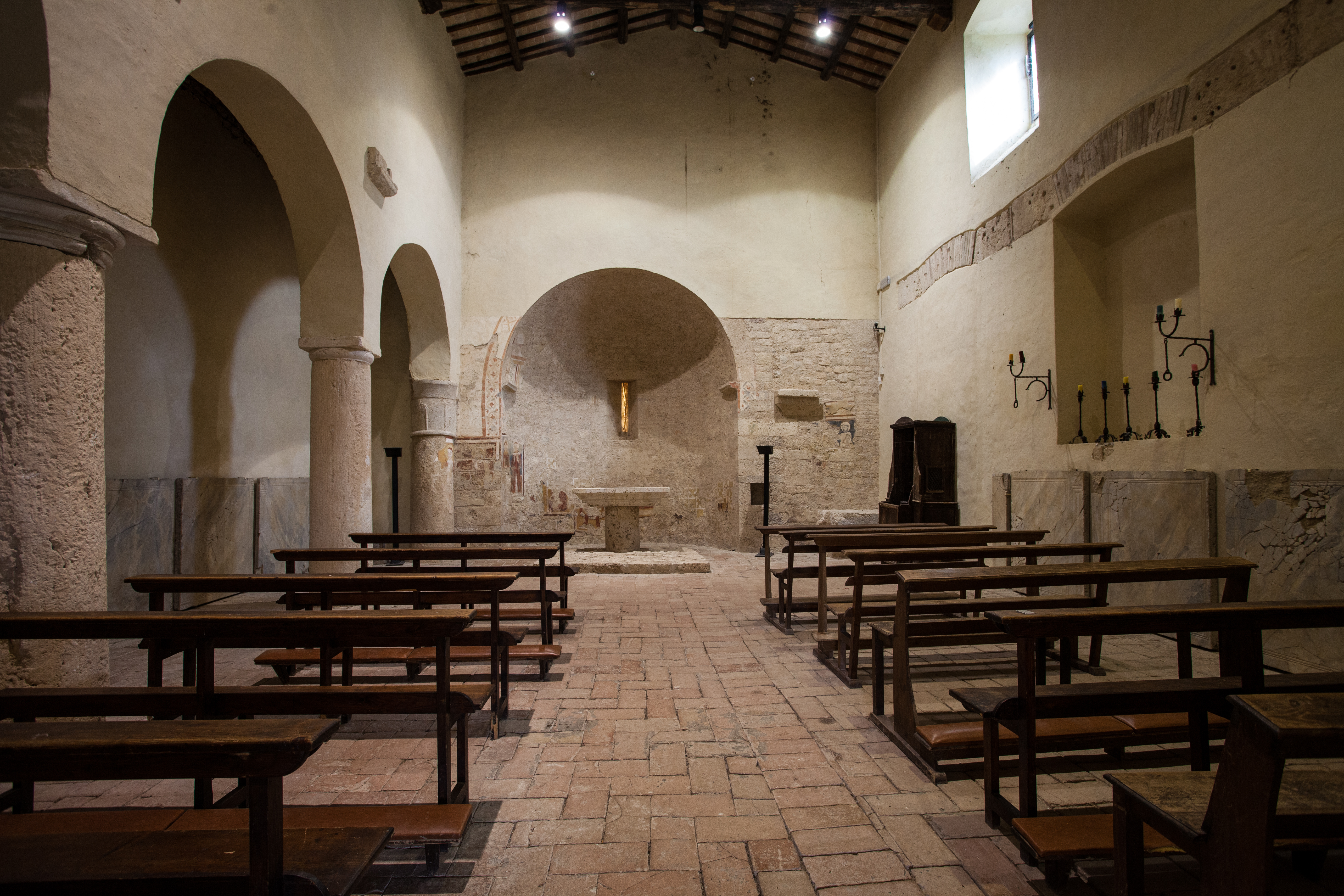
L'interno

Adiacente alla chiesa è presente un tratto lastricato dell'antica via Flaminia. L'edificio è preceduto da un pronao, non perfettamente inquadrato nella facciata, ma più corto sul lato sinistro, dovuto al fatto che la chiesa venne successiva ampliata, per permettere la realizzazione della navata sinistra: il pronao venne edificato con materiali di risulta come blocchi di travertino e colonne. La facciata risulta essere spoglia; il portale d'ingresso, che conserva gli stipiti di epoca romana, è sormontato da una lunetta in marmo nella quale è scolpito un bassorilievo raffigurante, al centro, una croce greca e, ai lati, animali e due uomini con in testa il nimbo, probabilmente Cosma e Damiano.
L'interno della chiesa, a pianta rettangolare e con tetto a doppio spiovente, è diviso in due navate, una centrale e una sulla sinistra, aggiunta successivamente, più stretta, quasi simile a un corridoio: le due navate sono separate da tre colonne che reggono altrettanti archi. Un'ulteriore navata doveva essere aggiunta sul lato destro ma non il progetto non venne mai portato realizzato: proprio sul lato destro, visibile dall'esterno, si riconoscono elementi dell'edificio originale di epoca romana, come la muratura in opera vittata e tre archi murati a tutto sesto. Superato l'ingresso, sulla destra, è posta un'acquasantiera, realizzato tramite il riutilizzo di una colonna. Lungo la parete di fondo è presente un sedile ricavato da blocchi di travertino precedentemente impiegati negli edifici di Carsulae. Le decorazioni pittoriche presenti sono tracce di affreschi nell'abside, il quale è illuminato tramite una monofora. Su un pilastrino a sinistra dell'abside è affrescata una figura maschile, forse uno dei due santi titolari, mentre, a destra, sulla parete di fondo, un'altra figura di cui non è chiara l'identificazione. Nel catino absidale, oltre agli affreschi di fregi, sono anche la raffigurazione dei Santi Cosma e Damiano. Lungo la parete destra è presente una nicchia, mentre lastre marmoree di epoca romana, provenienti dal foro e della basilica di Carsulae, sono disposte lungo i muri della chiesa.
Un campanile a vela a un solo fornice è posto sulla parete meridionale dell'edificio, costruito successivamente alla chiesa.